# MuMa - Museo del mare Milazzo
Il MuMa Museo del Mare Milazzo fu fondato nel 2019 ed è ubicato all'interno del Castello di Milazzo, principale monumento della città di Milazzo.
Il MuMa si dedica attivamente alla protezione e all'educazione ambientale, con l'obiettivo di sensibilizzare, soprattutto i più giovani, alla tutela e salvaguardia del mare.
Il Museo è accreditato al Sistema Museale Nazionale del Ministero della Cultura (MiC) ai sensi dell’art. 5 del DM 113/2018 con il Codice SMN: SMN-NNST096998, tramite Decreto n. 111 del 24 febbraio 2025, emesso dalla Direzione Generale Musei (DG-MU).

## Storia
La storia del MuMa è intimamente legata a quella di un fatto di cronaca, che vide coinvolto un giovane capodoglio maschio di circa 10 metri denominato Siso. Questo cetaceo rimase impigliato, nel giugno del 2017, in una rete illegale al largo delle Isole Eolie. Lanciato l'allarme, intervenne immediatamente una motovedetta della Capitaneria di Porto per cercare di salvarlo, ma nonostante gli sforzi dopo qualche giorno il corpo del Capodoglio venne avvistato senza vita nelle acque di Capo Milazzo dove era stato trasportato dalla corrente.
In una scogliera nei pressi di Punta Mazza, nella costa nord orientale dell'Area marina protetta Capo Milazzo, il giovane biologo Carmelo Isgrò decise di scarnificare, direttamente in acqua, la carcassa del capodoglio con la finalità di recuperare le ossa e ricomporre lo scheletro. Aprendo lo stomaco del capodoglio fu ritrovato un gran quantitativo di plastica tra cui un vaso da giardinaggio e numerosi sacchetti ingeriti in vita dall'animale. Lo stesso biologo, dopo una lunga operazione di pulizia, ha ricostruito lo scheletro nella sala principale del Bastione di Santa Maria fondando così il MuMa Museo del Mare Milazzo. Lo scheletro del Capodoglio costituisce quindi oggi il fulcro centrale e la principale attrattiva del Museo. Per questo motivo il MuMa si occupa di protezione ed educazione ambientale, promuovendo messaggi di sensibilizzazione, diretti soprattutto ai più giovani, alla tutela e salvaguardia del mare.
Nell'aprile del 2019 il Ministro dell'Ambiente Gen. Sergio Costa ha tenuto una conferenza all’interno del MuMa.

## Sede

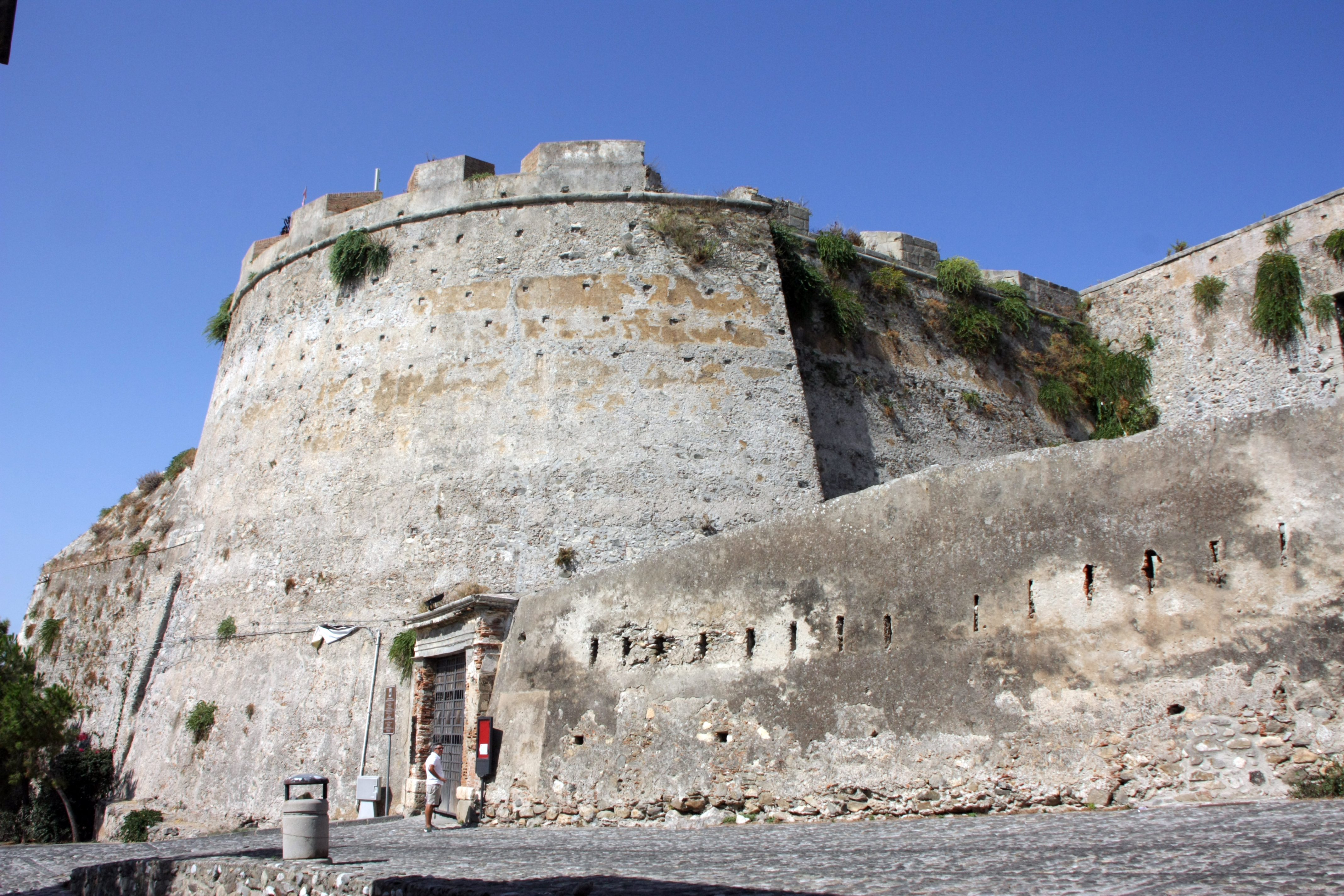
Il Bastione di Santa Maria

Il MuMa Museo del Mare Milazzo ha sede all'interno del Castello di Milazzo, nel Bastione di Santa Maria.
Qui sorgeva nel 1527 la chiesa di Santa Maria, primo duomo di Milazzo, trasformato poi in bastione militare e nel 1825 in bagno penale, ovvero un carcere in cui i prigionieri erano costretti ai lavori forzati.
Il Bastione di Santa Maria fa parte della cinta spagnola e presenta una pianta semicircolare e serviva a difendere la parte meridionale della città fortificata.
Dell'antica Chiesa di Santa Maria, costituita da un'unica navata a pianta rettangolare, l’unico elemento architettonico superstite è un grande "arco trionfale" in pietra con decori classici, che separa la navata dal coro.

## Percorso museale

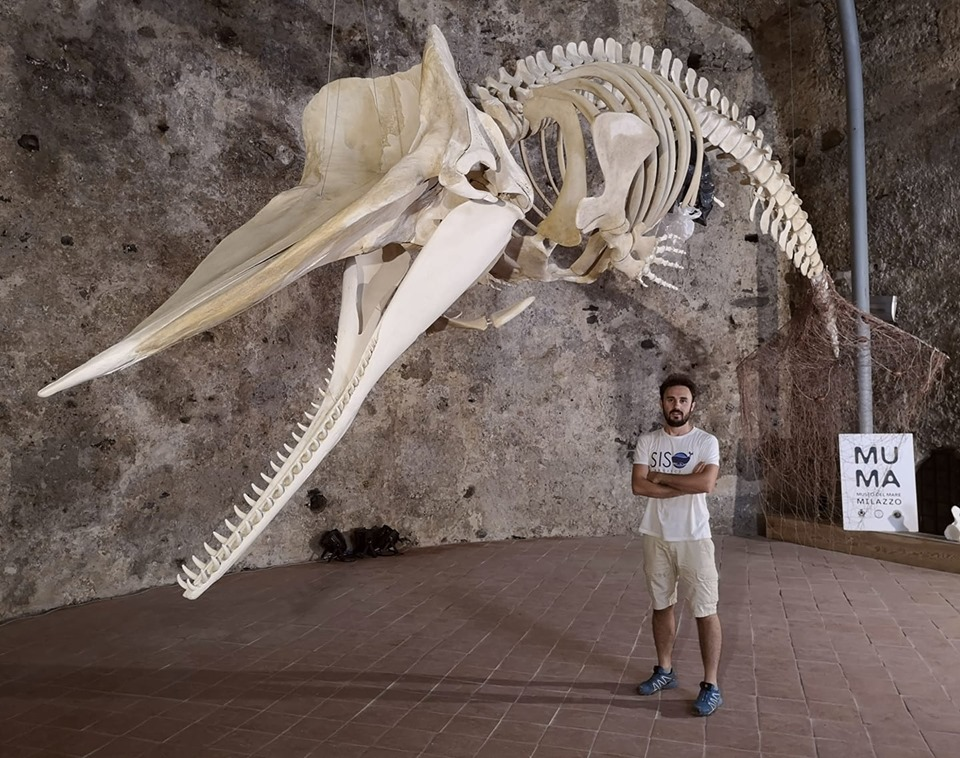
Lo scheletro del Capodoglio con il Fondatore del Museo, Carmelo Isgrò

Il museo è costituito da una grande sala centrale, antica sede della Chiesa di Santa Maria e da altri tre ambienti ubicati ad un livello inferiore.
Il percorso museale si sviluppa come un viaggio dantesco.
Oltrepassato lo scheletro del capodoglio (Physeter macrocephalus) si giunge ad una scala che intende simulare la discesa agli inferi di Dante ma ad accogliere il visitatore, invece delle fiamme, c'è la plastica raccolta in spiaggia dai volontari. Oltrepassato questo ambiente si giunge alla libreria, allegoria del Purgatorio, in cui viene incoraggiato l'approfondimento della protezione ed educazione ambientale, in particolare dell'ambiente marino.
Nell'ultima sala caratterizzata da un'installazione artistica interattiva, allegoria del Paradiso, il visitatore termina il percorso simbolico di crescita spirituale e riappacificazione con la natura ed il mare.

## Attività
All'interno del Museo si svolgono numerose attività scientifiche e artistiche finalizzate a sensibilizzare per la tutela del mare: conferenze, mostre fotografiche, concerti musicali.

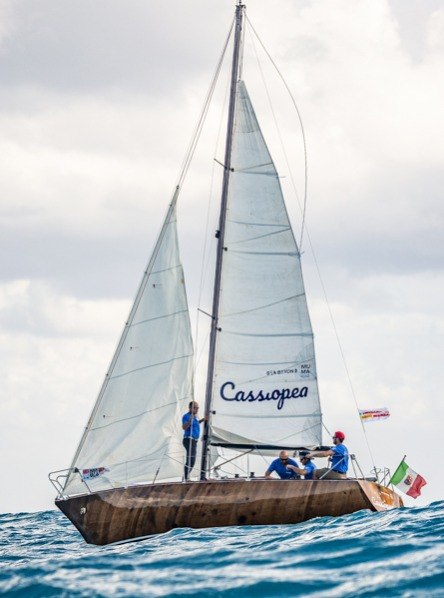
Cassiopea

Il MuMa ha ospitato numerose mostre artistiche tra cui quella di Salvo Currò e la mostra Somewhere in the abyss dell'artista RE.
L'ultimo progetto del MuMa è il Cassiopea project, ovvero un progetto di recupero di una barca a vela storica, denominata "Cassiopea", interamente di legno che solca il Mar Mediterraneo divulgando le bellezze del Mare Nostrum per valorizzarle e proteggerle.
Cassiopea è stata presentata lunedì 30 settembre 2024, durante la 37esima America’s Cup, al Porto Olimpic di Barcellona, sede di una edizione speciale dell’Ocean&Climate Village che è parte della partnership tra Unesco e Luna Rossa Prada Pirelli.
L’obiettivo principale del Cassiopea Project è sensibilizzare sul tema della sostenibilità e sulla salvaguardia degli ecosistemi marini, in linea con il programma del “Decennio del Mare” delle Nazioni Unite. La barca a vela, infatti, sarà un simbolo itinerante del messaggio del Capodoglio Siso (morto a causa della plastica ingerita e di una rete illegale che si era impigliata attorno alla sua pinna caudale) e del MuMa, fondato attorno allo scheletro di questo straordinario animale.

## Riconoscimenti

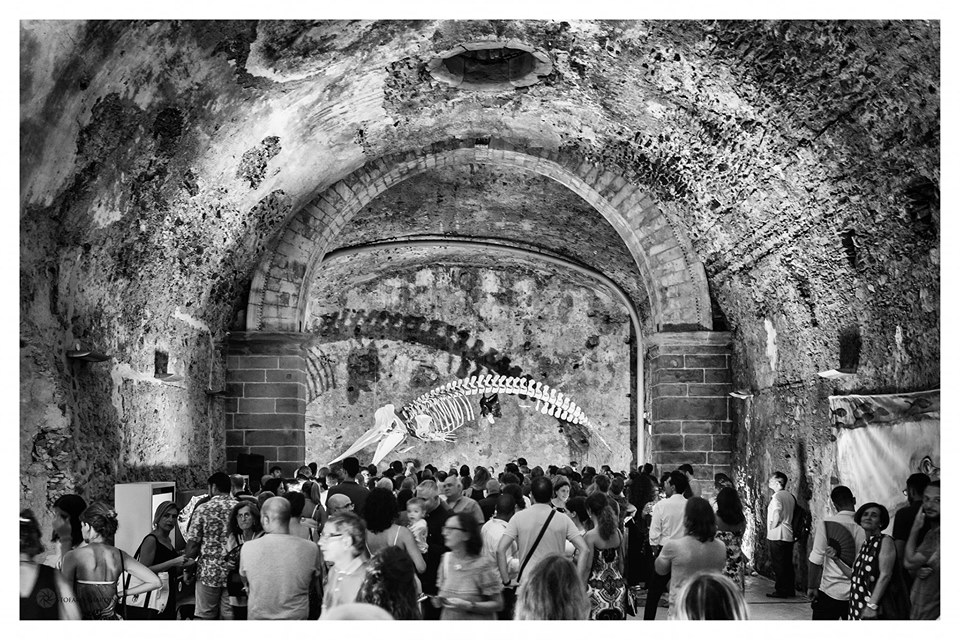
Sala centrale del MuMa

Nel 2022 il Museo del mare Milazzo è stato insignito del premio EU4Ocean alla Giornata europea dei mari organizzati dalla DG Mare della Commissione Europea
Nel 2022 il MuMa ha partecipato alla Conferenza delle Nazioni Unite sugli oceani, presentando il progetto Let's digitize Muma, realizzato in partnership con UNESCO e il gruppo Prada.
Tra gli eventi internazionali a cui ha partecipato si segnala anche la Düsseldorf Boot, salone nautico internazionale.
Il MuMa ha fatto parlare positivamente di Milazzo nelle principali trasmissioni televisive nazionali (LineaBlu, LineaVerde, Le Iene, Striscia la Notizia e molte altre) e internazionali arrivando fino alla CNN.